# 空城山公園
空城山公園（そらじょうやまこうえん）は広島県安芸郡府中町浜田にある公園。2022年9月に府中町が命名権を売却、府中町に本部を構える社会福祉法人エフアイジイ福祉会が取得し、2022年9月1日より「チェリーゴード空城パーク」の名称を用いている。契約は2025年8月31日までで、契約金は年間80万円（税別）。

## 概要
1984年（昭和59年）に開園した、約5.6ヘクタールの敷地を持つ公園。多目的広場、冒険の森などから構成され、タコをモチーフにしたピンクの滑り台もある。2020年（令和4年）4月に大型遊具エリアが新設された。

## 施設画像

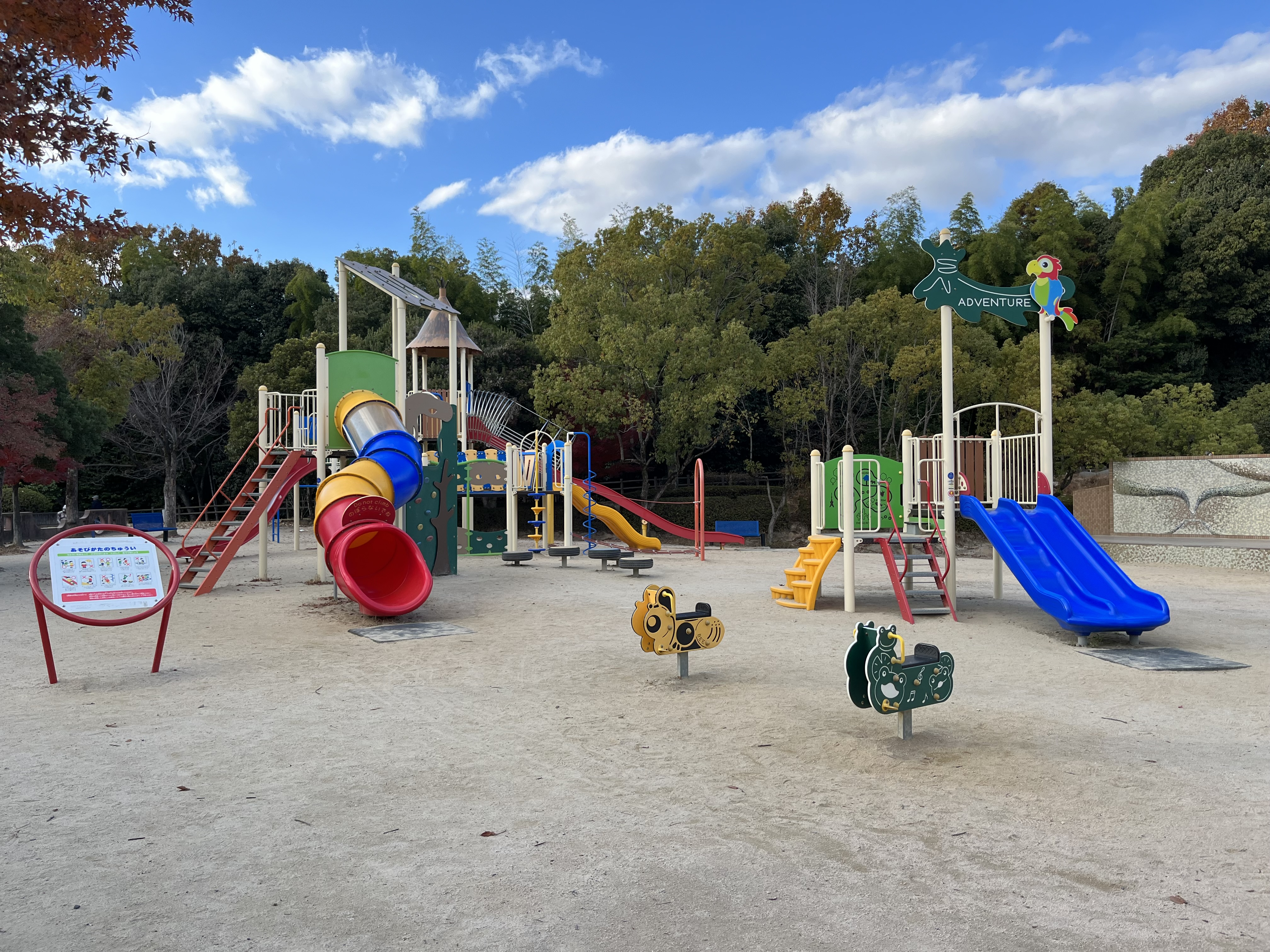
大型遊具エリア （2020年4月新設）
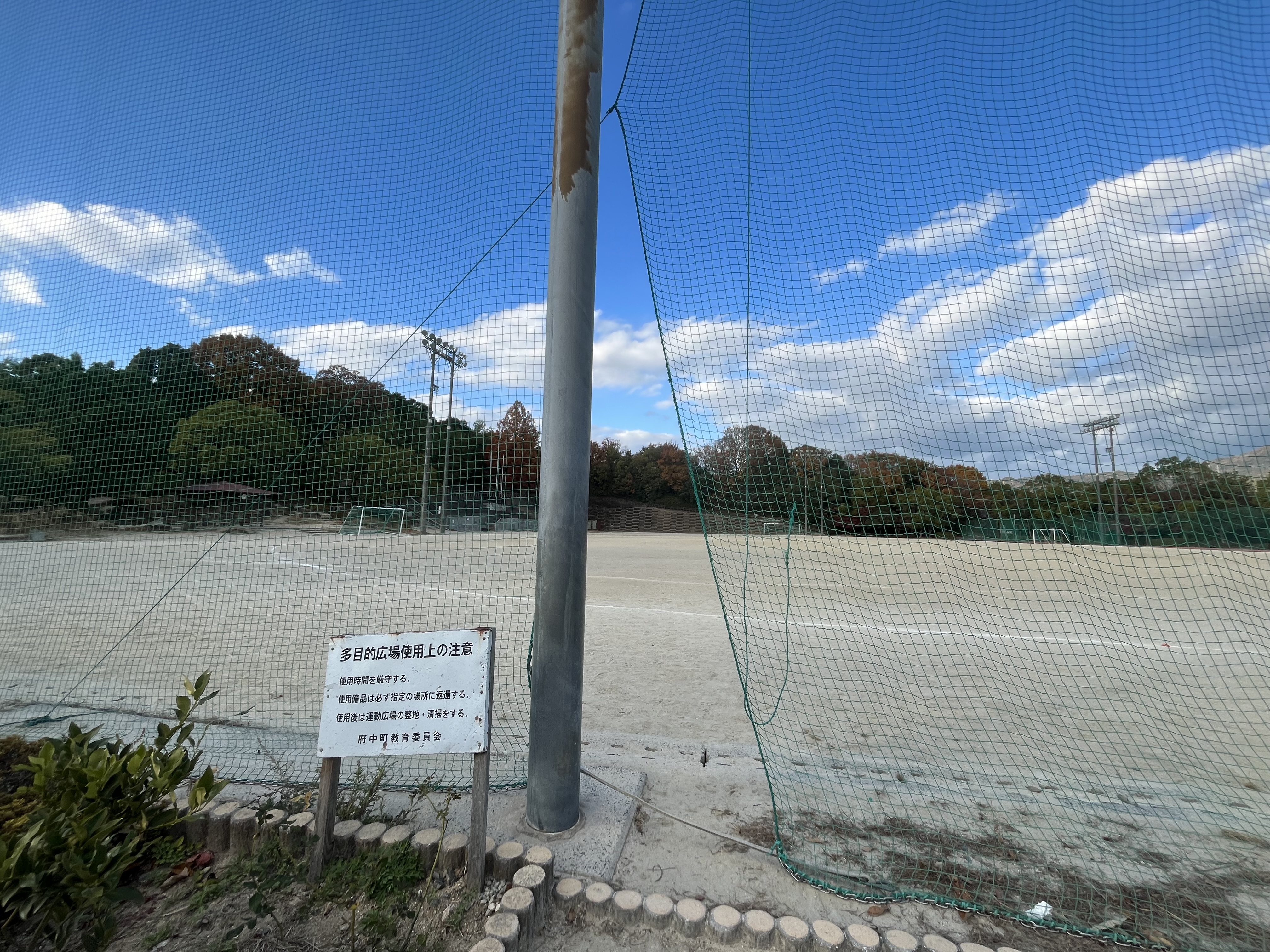
多目的広場
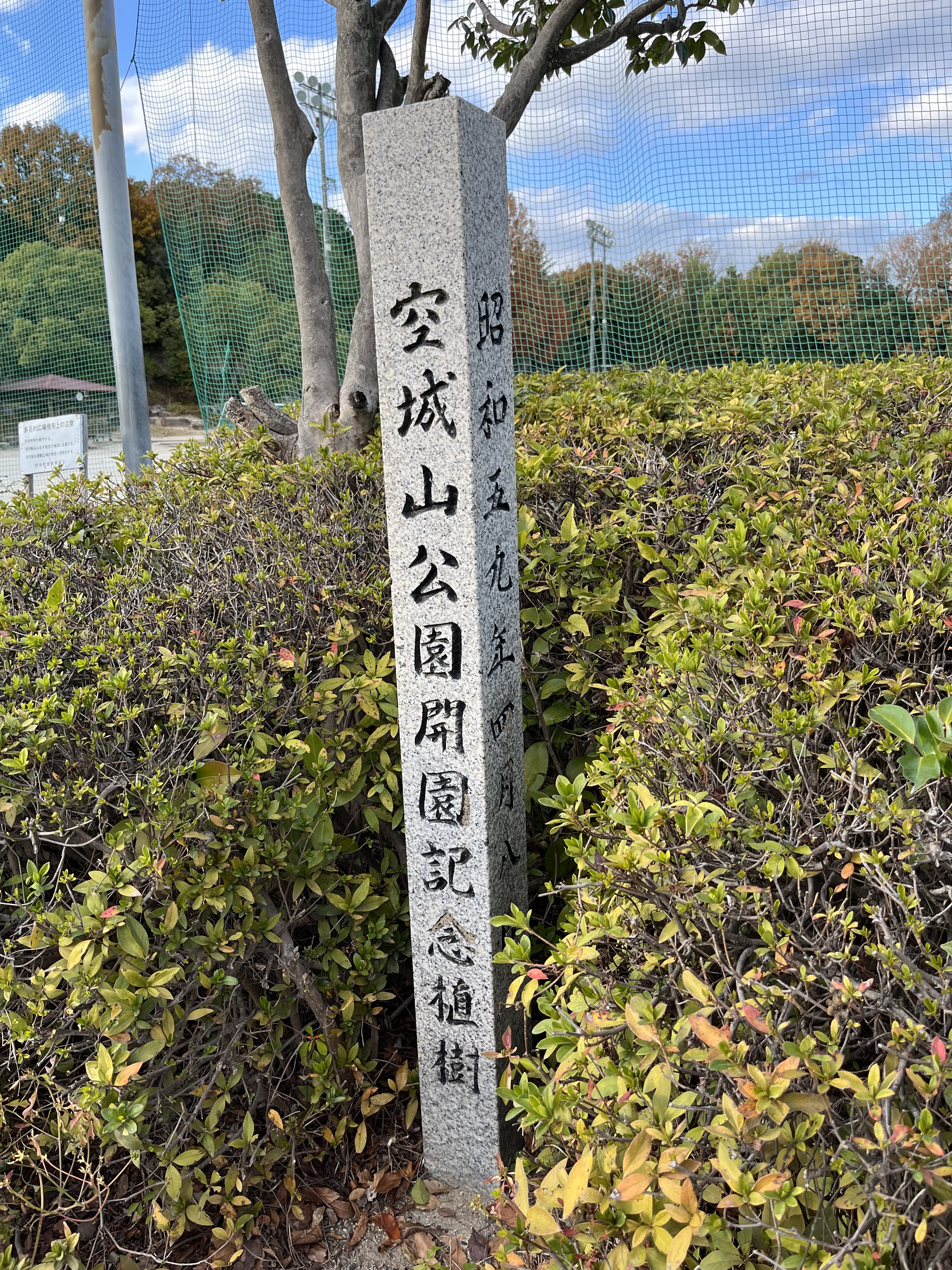
空城山公園開園記念植樹の碑